# La Paz del Rosario
La Paz del Rosario är en ort i Mexiko.   Den ligger i kommunen Siltepec och delstaten Chiapas, i den sydöstra delen av landet, 900 km sydost om huvudstaden Mexico City. La Paz del Rosario ligger 2 934 meter över havet och antalet invånare är 256.
Terrängen runt La Paz del Rosario är bergig åt sydväst, men åt nordost är den kuperad. La Paz del Rosario ligger uppe på en höjd. Runt La Paz del Rosario är det ganska tätbefolkat, med 83 invånare per kvadratkilometer. Närmaste större samhälle är El Porvenir de Velasco Suárez, 4,0 km öster om La Paz del Rosario. I omgivningarna runt La Paz del Rosario växer i huvudsak blandskog.